# ちょっと言わせて
『ちょっと言わせて』（ちょっといわせて）は、1997年3月31日から同年9月26日までTBS系列局で放送されていたTBS製作のバラエティ番組である。放送時間は毎週月曜 - 金曜 12:00 - 12:55 （日本標準時）。うつみ宮土理と朝岡聡が司会を務めていた。エンディングテーマは岩崎宏美の「愛がいっぱい」。

## スタッフ
- プロデューサー - 小野寺廉[1]